# سر خار گل
سر خار گل (نام علمی: Echinacea pallida) یکی از گونه‌های سردهٔ مخروط‌سانان است.